# Житняк
Житняк (Agropýron) — рід багаторічних трав'янистих рослин родини злакових, або тонконогових (Poaceae) родом з Євразії і Північної Африки. Деякі види житняку були завезені в Північну Америку, Австралію і Нову Зеландію.
Поширений у степах і лісостепу. Рослини невибагливі до ґрунтів, здатні рости на піщаному або кам'янистому ґрунті.
Цінні кормові рослини, в культурі починаючи з XX століття.

## Види
За інформацією бази даних The Plant List, рід включає 26 видів:
- Agropyron × acutiforme Rouy
- Agropyron × acutum (DC.) Roem. & Schult.
- Agropyron × apiculatum Tscherning
- Agropyron badamense Drobow
- Agropyron × blaviense Malv.Fabre
- Agropyron brownei (Kunth) Tzvelev
- Agropyron bulbosum Boiss.
- Agropyron cimmericum Nevski — житняк приазовський
- Agropyron cristatum (L.) Gaertn. — житняк звичайний
- Agropyron dasyanthum Ledeb. — житняк пухнастоцвітий
- Agropyron desertorum (Fisch. Ex Link) Schult. — житняк пустельний
- Agropyron deweyi Á.Löve
- Agropyron × duvalii (Loret & Barrandon) Rouy
- Agropyron fragile (Roth) P.Candargy — житняк ламкий
- Agropyron × interjacens Melderis
- Agropyron krylovianum Schischk.
- Agropyron michnoi Roshev.
- Agropyron mongolicum Keng
- Agropyron × nakashimae Ohwi
- Agropyron × pilosiglume Tzvelev
- Agropyron retrofractum Vickery
- Agropyron striatum Nees ex Steud.
- Agropyron × tallonii Simonet
- Agropyron tanaiticum Nevski — житняк донський
- Agropyron thomsonii Hook.f.
- Agropyron velutinum Nees